# Aeddan ap Blegywryd
Aeddan ap Blegywryd (... – 1018) è stato sovrano del Regno di Gwynedd dal 1005 al 1018.
Non si sa se prese il trono con la forza, ma il fatto che non avesse relazioni con la famiglia regnante del Gwynedd suggerisce che sia andata proprio così. Rimase al potere fino al 1018, quando fu sconfitto in battaglia da Llywelyn ap Seisyll e ucciso coi suoi quattro figli.